# Coupe Memorial 1966
Navigation
Édition précédente Édition suivante
La finale de l'édition 1966 de la Coupe Memorial est présentée au Maple Leaf Gardens de Toronto en Ontario et est disputé entre le vainqueur du Trophée George T. Richardson, remis à l'équipe championne de l'est du Canada et le vainqueur de la Coupe Abbott remis au champion de l'ouest du pays.

## Équipes participantes
- Les Generals d'Oshawa de l'Association de hockey de l'Ontario en tant que champion du Trophée George T. Richardson.
- Les Oil Kings d'Edmonton de la Ligue de hockey centrale de l'Alberta en tant que vainqueur de la Coupe Abbott.

### Résultats
| Match | Vainqueur            | Résultat | Perdant              | Lieu               |
| ----- | -------------------- | -------- | -------------------- | ------------------ |
| 1     | Oil Kings d'Edmonton | 7-2      | Generals d'Oshawa    | Maple Leaf Gardens |
| 2     | Generals d'Oshawa    | 7-1      | Oil Kings d'Edmonton | Maple Leaf Gardens |
| 3     | Generals d'Oshawa    | 6-2      | Oil Kings d'Edmonton | Maple Leaf Gardens |
| 4     | Oil Kings d'Edmonton | 5-3      | Generals d'Oshawa    | Maple Leaf Gardens |
| 5     | Oil Kings d'Edmonton | 7-4      | Generals d'Oshawa    | Maple Leaf Gardens |
| 6     | Oil Kings d'Edmonton | 2-1      | Generals d'Oshawa    | Maple Leaf Gardens |

## Effectifs
Voici la liste des joueurs des Oil Kings d'Edmonton, équipe championne du tournoi 1966 :
- Entraîneur : Ray Kinasewich
- Gardiens : Jim Knox et Don McLeod.
- Défenseurs : Doug Barrie, Bob Falkenberg, Al Hamilton, Kerry Ketter et Red Simpson.
- Attaquants : Ron Anderson, Garnet Bailey, Brian Bennett, Ron Caley, Craig Cameron, Jim Harrison, Brian Hague, Galen Head, Ted Hodgsen, Ross Lonsberry, Jim Mitchell, Harold Myers, Eugene Peacosh, Ross Perkins, Murray Pierce, Dave Rochefort, Ted Rogers, Jim Schraefel et Ron Walters.